# Tonginako Nakuau
Tonginako Nakuau – kiribatyjski polityk. 
Reprezentant okręgu Nonouti. W latach 1983–1987, członek kiribatyjskiego parlamentu.